# Gran Premi d'Hongria del 1996
Resultats del Gran Premi d'Hongria de la temporada 1996 disputat al circuit d'Hungaroring l'11 d'agost del 1996.

## Classificació
| Pos | No | Pilot                 | Equip                  | Voltes | Temps/ Retirada  | Pos. de sortida | Punts |
| --- | -- | --------------------- | ---------------------- | ------ | ---------------- | --------------- | ----- |
| 1   | 6  | Jacques Villeneuve    | Williams - Renault     | 77     | 1h 46' 21. 134   | 3               | 10    |
| 2   | 5  | Damon Hill            | Williams - Renault     | 77     | + 0.771 s        | 2               | 6     |
| 3   | 3  | Jean Alesi            | Benetton - Renault     | 77     | + 1' 24.212 min. | 5               | 4     |
| 4   | 7  | Mika Häkkinen         | McLaren - Mercedes     | 76     | + 1 Volta        | 7               | 3     |
| 5   | 9  | Olivier Panis         | Ligier - Mugen - Honda | 76     | + 1 Volta        | 11              | 2     |
| 6   | 11 | Rubens Barrichello    | Jordan - Peugeot       | 75     | + 2 Voltes       | 13              | 1     |
| 7   | 18 | Ukyo Katayama         | Tyrrell - Yamaha       | 74     | + 3 Voltes       | 14              |       |
| 8   | 16 | Ricardo Rosset        | Footwork - Hart        | 74     | + 3 Voltes       | 18              |       |
| 9   | 1  | Michael Schumacher    | Ferrari                | 70     | Regulador        | 1               |       |
| 10  | 21 | Giovanni Lavaggi      | Minardi - Ford         | 69     | Virolla          | 20              |       |
| Ret | 4  | Gerhard Berger        | Benetton - Renault     | 64     | Motor            | 6               |       |
| Ret | 15 | Heinz-Harald Frentzen | Sauber - Ford          | 50     | Part elèctrica   | 10              |       |
| Ret | 14 | Johnny Herbert        | Sauber - Ford          | 35     | Motor            | 8               |       |
| Ret | 2  | Eddie Irvine          | Ferrari                | 31     | Caixa canvi      | 4               |       |
| Ret | 20 | Pedro Lamy            | Minardi - Ford         | 24     | Suspensions      | 19              |       |
| Ret | 8  | David Coulthard       | McLaren - Mercedes     | 23     | Motor            | 9               |       |
| Ret | 17 | Jos Verstappen        | Footwork - Hart        | 10     | Virolla          | 17              |       |
| Ret | 12 | Martin Brundle        | Jordan - Peugeot       | 5      | Virolla          | 12              |       |
| Ret | 10 | Pedro Diniz           | Ligier - Mugen - Honda | 1      | Col·lisió        | 15              |       |
| Ret | 19 | Mika Salo             | Tyrrell - Yamaha       | 0      | Col·lisió        | 16              |       |

## Altres
- Pole: Michael Schumacher 1' 17. 129
- Volta ràpida: Damon Hill 1' 20. 093 (a la volta 67)